# Univision
Univision es una cadena de televisión estadounidense en español, propiedad de TelevisaUnivision y operada por la filial Univision Communications. El canal está dedicado, principalmente, a la población hispana de Estados Unidos, e incluye telenovelas y otras series dramáticas, así como deportes, comedias de situación, series de realidad y variedad, programación de noticias y largometrajes importados en español. Su principal competidor es Telemundo.
Univision tiene su sede en Midtown Manhattan, Nueva York, y tiene sus principales estudios, instalaciones de producción y operaciones comerciales con sede en Doral, Florida (cerca de Miami). En los últimos años, la red ha alcanzado paridad de audiencia con las cinco principales redes de televisión de habla inglesa en los Estados Unidos.
Univision está disponible en la televisión por cable y por satélite en la mayor parte de los Estados Unidos, con estaciones locales en más de 60 mercados con grandes poblaciones hispanas. La mayoría de estas estaciones transmiten noticieros y programación local, además de programas en la red; en los principales mercados como Los Ángeles, Miami y Nueva York, los noticieros locales que transmiten las estaciones de propiedad y operación de la red son igualmente competitivos con sus homólogos en inglés. El jefe de operaciones Randy Falco (quien fue nombrado en el cargo el 18 de enero de 2011 y asumió oficialmente el cargo de CEO el 29 de junio de ese año) ha estado a cargo de la compañía desde la salida del presidente y CEO de Univision Communications, Joe Uva.

## Historia

### Spanish International Network (1962-1987)
Las raíces de Univision se remontan a 1955, cuando el empresario mexicano Raúl Cortez fundó su propia emisora, KCOR-TV, una estación independiente en español en San Antonio, Texas, que finalmente cambió el nombre de la estación a KUAL-TV en 1958. La estación no era rentable durante sus primeros años, así que en 1961, Cortez vendió KUAL-TV (ahora conocido como KWEX-TV) a un grupo encabezado por su yerno Emilio Nicolás, Sr., quien había ayudado a producir programas locales de variedades para la estación, y el entretenimiento mexicano, junto al magnate Emilio Azcárraga Vidaurreta, dueño de Telesistema Mexicano (el precursor de Televisa) con sede en México. Los nuevos propietarios ayudaron a cambiar la fortuna de la estación invirtiendo fuertemente en la programación.
El 29 de septiembre de 1962, Nicolás y Azcárraga firmaron en una segunda estación en idioma español, KMEX-TV en Los Ángeles, que estuvo bajo el permiso de la Comisión Federal de Comunicaciones para emitir su programación de la comunidad hispana que estuvo residente. Entonces, en 1968, el dúo amplió sus tenencias al área de New York City, cuando crearon WXTV en Paterson, Nueva Jersey. Con el desarrollo de la televisión por cable comenzó la idea de crear una red que llevaba su programación hispana para algunas ciudades hispanas de los Estados Unidos, como Los Ángeles y Miami, donde estas tres estaciones (que pasaron a formar parte del grupo Spanish International Communications) formaron el núcleo de Spanish International Network (abreviado como SIN), la primera cadena de televisión de Estados Unidos que emitió su programación en un idioma distinto al inglés.
Durante los próximos 20 años, SIN adquiriría otras estaciones de televisión de habla hispana de primera categoría en los Estados Unidos; Como parte de su expansión, la red adquirió estaciones adicionales, WLTV-DT en Miami y KTVW-DT en Phoenix; y alcanzó una afiliación a tiempo parcial con WCIU-TV en Chicago. La participación de Televisa en el SIN traspasó póstumamente de Emilio Azcárraga Vidaurreta a su hijo Emilio Azcárraga Milmo, en 1972. A mediados de la década de 1970, la red empezó a distribuir su señal nacional vía satélite, que originalmente se entregaba como una señal de tipo superstation de la KWEX-TV de San Antonio, antes de cambiar a una señal de programación directa de SIN, permitiendo a los proveedores de televisión por cable llevar la red en sus sistemas a poco costo. Durante los años ochenta y en algunos casos, a mediados y finales de los setenta, Univisión comenzó a afiliarse a estaciones de habla hispana en mercados como Dallas-Fort Worth (KUVN-DT), Houston (KXLN-DT) y San Francisco, California (KDTV-DT), así como afiliaciones con las estaciones independientes que difundían previamente en inglés.
En Chicago, el SIN trasladó su programación de WCIU-TV a su nuevo afiliado de tiempo completo WSNS-TV en julio de 1985. Después de que WSNS fue vendida a Telemundo en 1988. En 1994, la red adquirió WGBO-TV una emisora independiente de habla inglesa después de que WCIU-TV rechazó la solicitud de Univision de convertirse en un afiliado a tiempo completo a favor de mantener su formato de programación multiétnica de larga data. WGBO-TV se convirtió en una estación de propiedad de Univision en enero de 1995.
En 1987, la compañía firmó acuerdos con la compañía canadiense Nelvana para llevar la emisión de sus series de la época como los Care Bears, Doctor Who (la serie animada) Three Amigos y logró la primera transmisión de los Juegos Olímpicos de Seúl de 1988.

### Relanzamiento como Univision (1987-1992)
El año 1987 se convirtió en un año clave para Spanish International Network y su grupo de estaciones de propiedad y operación. En 1987, Nicolás vendió su participación en la red a una sociedad de Hallmark Cards y Televisa, que formó Univision Holdings Inc. para operar la red y sus estaciones. La Comisión Federal de Comunicaciones y los competidores de SIN habían cuestionado durante mucho tiempo si la relación entre el SIN y la familia Azcárraga era inadmisible. Tanto la FCC como otras emisoras de habla hispana habían sospechado durante mucho tiempo que Televisa estaba simplemente usando a Nicolás para denunciar las normas de la FCC que prohíben la propiedad extranjera de medios de difusión.
La FCC y el Departamento de Justicia de Estados Unidos finalmente alentaron la venta de la red a una organización doméstica debidamente constituida. Spanish International Communications inició discusiones con varios compradores potenciales, culminando en Hallmark Cards (la cual poseía una participación de 63.5 %), la firma de capital privada First Chicago Venture Capital (que adquirió el 21.5 %) y varios otros inversionistas privados (que colectivamente poseían el restante 15 % mantenido en un fideicomiso) comprando las estaciones de SIN por $600 millones de dólares estadounidenses, mientras formaban una nueva relación con Televisa para la distribución de programas; El nuevo grupo también adoptó un nuevo nombre para la cadena, Univision. Finalmente, el 20 de agosto de 1987 comenzó su periodo de pruebas durante 11 días, hasta su inauguración oficial el 1 de septiembre del mismo año, como Univision Networks.
Joaquín Blaya, el nuevo director ejecutivo de la cadena, firmaría acuerdos para llevar a cabo dos programas que cambiarían la cara de la red. Firmó contratos para el desarrollo de programas presentados por la periodista cubana Cristina Saralegui (que se convirtió en la anfitriona de El show de Cristina, que se transmitió en la cadena desde 1989 durante 22 años) y el presentador chileno Mario Kreutzberger, más conocido como "Don Francisco", (que trajo su popular programa de variedades Sábado gigante a los EE. UU., que se emitió en Univision durante 29 años y 5 meses, hasta su final en septiembre de 2015) para la red. Univision también comenzó la producción de su primer programa matutino, Mundo Latino (conducido por Frank Moro, Jesse Lozada y Lucy Pereda); Moro dejó la red para trasladarse a México para continuar su carrera como actor de telenovela, la cadena luego trajo a Jorge Ramos para reemplazarlo.
Para atraer a hispanos y latinos de todas las nacionalidades, la cadena pronto instituyó una política de mantener la neutralidad con su uso de dialectos en español, argot y humor en sus programas producidos en el país, obligando a los productores de programas a limitar el uso de humor y jerga hispana específica. También se prohíbió el uso del inglés en su programación o anuncios (fuera de los títulos de los productos y el diálogo que aparecen en los tráileres de películas), lo que resulta más evidente en el uso de nombres en español equivalentes como Nueva York y no New York. En 1988, Blaya también aumentó sustancialmente la producción de programas basados en Estados Unidos en la alineación de Univision, reduciendo la cuota de programación importada de Latinoamérica (la mayor parte de la cual provenía de Televisa) en su programa. Con esto, la cadena empezó a producir programas con una audiencia nacional en mente, resultando en que la programación de Univision que consistía en 50 % de programación extranjera y 50% de programación original realizada en Estados Unidos.
El primer programa de este tipo, TV Mujer, un programa de entrevistas dirigido a mujeres americanas hispanas, originalmente organizado por Pereda y Gabriel Traversari, con una mezcla de segmentos de cocina y entretenimiento. Al año siguiente, Pereda fue reemplazada por la mexicana Lauri Flores, quien anteriormente fue directora de programación, promociones, eventos especiales e información pública en la afiliada de Houston, KXLN-TV, donde también fue anfitriona de un programa local de asuntos comunitarios, durante la permanencia de Flores como anfitriona de TV Mujer, el programa siguió siendo el número 1 en televisión en español, superando a su competencia en su período de tiempo en un 33 %. Día a Día de Telemundo, que debutó antes del estreno de TV Mujer, vio disminuir sus calificaciones como resultado. La modelo de Sábado gigante, Jackie Nespral, fue incorporada como anfitriona del programa para su último año en la cadena; fue contratada originalmente para desempeñarse como coanfitriona mientras que Flores fue licencia de maternidad, antes de convertirse en una anfitriona a tiempo completo durante la estación final del programa. TV Mujer inspiró una serie de otros programas, incluyendo Hola, América y Al Mediodía, que nunca obtuvieron las calificaciones del concepto original y fueron canceladas en última instancia.
Sin embargo, la fortuna de la cadena comenzó a decaer después de la compra de Hallmark, cuando Televisa terminó su acuerdo de programación con Univision, llevándose consigo las populares telenovelas de la compañía. La cadena optó por sustituir las series producidas en México por novelas producidas en América del Sur; Sin embargo, la audiencia para sus telenovelas declinó con el cambio de programación. Para empeorar las cosas, con ingresos limitados por publicidad, la venta a Hallmark dejó a Univision con una carga de deuda enorme para cubrir. El 1 de febrero de 1990, Univision Holdings reveló que no había pagado intereses por unos 10 millones de dólares estadounidenses (un total de unos 3 millones de dólares a pagar a sus prestamistas bancarios y unos 7 millones de dólares a los tenedores de su deuda de bonos basura) un día antes, como parte de sus esfuerzos para reestructurar su deuda, citando que el flujo de caja era insuficiente para los pagos perdidos. En ese momento, Univision debía alrededor de $315 millones a un grupo de bancos liderados por Continental Bank of Chicago, alrededor de $135 millones de dólares en deuda sénior subordinada de cupón cero y $105 millones de dólares en 13 3/8 % en obligaciones subordinadas pendientes.
El 30 de marzo de 1990, Univision presentó una moción en el Tribunal de Quiebras de los Estados Unidos para solicitar la protección de acreedores y reorganización financiera del Capítulo 11 a menos que pudiera convencer a sus tenedores de bonos de aceptar una mayor oferta de Hallmark Cards Inc., en la cual recibirían $131 millones de dólares estadounidenses por un valor nominal de $270 millones de dólares en valores en base mixta, luego de una oferta inicial que fue rechazada por los tenedores de bonos. Los tenedores de dos series diferentes de la deuda de Univision Holdings aceptaron la oferta y presentaron sus valores antes del 13 de abril, previniendo el proceso de protección de quiebra, con la oferta de Hallmark para comprar los títulos de deuda que se completó el 25 de abril.

### Renovación y competición con Telemundo (1990-2010)

#### Decadá de 1990
A comienzos de los años 1990, Univision compró los derechos del Mundial de Fútbol Italia 1990 y llevó, por primera vez, la transmisión vía satélite, a varios países centroamericanos. Además logró la creación de nuevos programas y telenovelas mexicanas, que a pesar del retiro de Televisa como principal accionista, Hallmark Cards se hizo los derechos internacionales para comercializar las producciones de Televisa.
En 1992, Univision comenzó a expandir los bloques informativos y el estreno de varias programas variados como TV Mujer, Hola América y Al Mediodía que fueron los primeros espacios que alcanzó el liderazgo hasta mediados de esta década, debido a que TV Mujer fue cancelado por baja audiencia, Hola América se relanzó en 1997 como ¡Despierta América! y Al mediodía se fusionó con Univisión Noticias para lanzar Univisión 12:00 en horario estelar. 
El 8 de abril de 1992, Hallmark vendió Univisión a un grupo que incluía al inversionista Jerrold Perenchio, Emilio Azcárraga Milmo, y los hermanos Ricardo y Gustavo Cisneros (propietarios de la cadena venezolana Venevisión y la Organización Cisneros) por 550 millones de dólares, con el fin de reorientar sus esfuerzos operativos televisivos en el proveedor de cable Cencom Cable Associates, que adquirió el año anterior por cerca de 500 millones de dólares. Con el fin de cumplir con las normas de FCC sobre la propiedad extranjera de las estaciones de televisión, el acuerdo fue estructurado para dar a Perenchio una participación controladora del 75 % en el grupo de estaciones de Univisión y un 50 % de propiedad de la propia red; Azcárraga y Cisneros tenían una participación del 25 % en la red y una participación del 12,5 % en el grupo de estaciones. El acuerdo colocó a Univision como propiedatario común del canal de televisión por cable Galavisión, propiedad del Grupo Televisa.
La venta suscitó inquietudes por parte de varios grupos de activistas latinos, como la National Hispanic Media Coalition, que posteriormente presentó una petición a la FCC para negar la venta de Univision y sus estaciones de televisión, que conduciría a una drástica reducción en la producción de Univision A favor de contenidos latinoamericanos importados de menor costo, y permitir que Azcárraga potencialmente amplíe el control de la televisión de habla hispana en la forma de un monopolio de Televisa en los medios mexicanos. De hecho, esta preocupación se confirmó efectivamente en la publicación de una solicitud de la FCC para la compra de Perenchio, Televisa y Cisneros, en la que Perenchio indicó que "los programas ofrecidos (...) por Televisa y Venevisión incluirán al menos una cantidad de programas suficientes para llenar una programación de difusión de 24 horas al día, siete días a la semana", con contenido local consistente únicamente en noticiarios. Esto llevó a Joaquín Blaya a renunciar a su cargo como presidente de Univision en mayo de 1992 preocupado porque limitaría las oportunidades de aumentar la cantidad de contenido de programación local en las estaciones de Univision, después de que Perenchio le aseguró que la cantidad de programación nacional original en la red y sus nueve estaciones de propiedad y operación no se reducirían antes de que se revelara la presentación.
Blaya fue contratado por Telemundo para servir como su presidente y director ejecutivo, y posteriormente se unieron otros cuatro ejecutivos sénior de Univision en el equipo de producción y administración de esa red. La FCC aceleró su revisión del acuerdo y aprobó la compra el 30 de septiembre de 1992, afirmando que el consorcio estaba cuantificado para adquirir Univision y que "no estaba convencido" de los argumentos de los peticionarios de que diluiría la cantidad de programación americana en la red. Posteriormente, en enero de 1993, Univision canceló tres programas producidos en Estados Unidos: las revistas Portada y Al Mediodía junto al programa de variedades Charytin International, lo que dio lugar a los despidos de 70 empleados de producción en la sede de Univision en Miami y en Al Mediodía en Los Ángeles; Aunque dos de los tres programas fueron reemplazados por series de Televisa (Portada fue reemplazado en su ranura del miércoles por la noche con el programa de variedades El Nuevo Show, realizada en Los Ángeles, presentada por Paul Rodríguez, que había sido transmitido los sábados varios años antes), los ejecutivos de Univision citaron que los tres programas fueron descontinuados debido a calificaciones bajas y no por cualquier plan para evitar la programación americana con contenido importado. Las participaciones de Televisa y Venevisión en la red a cambio de que los dos socios extranjeros obtengan el 14,7% de los ingresos de Univision también le dieron acceso a una amplia selección de programas de Televisa y Venevisión hasta 2017.
En 1993, Perenchio, en su esfuerzo de convertir a la empresa en el líder de la televisión hispana designó a un joven ejecutivo de 27 años, Miguel Banojian, quien ya tenía el logro de haber convertido el canal WXTV 41 N.Y de la misma empresa, en la número 1 de ese mercado, y quien tenía un gran conocimiento del mercado de Los Ángeles, para solidificar el primer lugar de la estación de Univision en Los Ángeles, KMEX-34, que en ese entonces generaba el 40 % de los ingresos de la compañía. Tras los cambios ejecutados por el joven ejecutivo, ampliando el personal y los recursos, introduciendo nuevos conjuntos para sus noticiarios, adquiriendo equipos de transmisión y de producción actualizados y aumentando los presupuestos de viajes para las noticias, KMEX además de acaparar el 70 % del índice de audiencia de Los Ángeles en contra de Telemundo, también hizo historia en convertirse en la primera cadena de televisión de habla hispana en superar a las estaciones de la red de habla inglesa (la estación de NBC, KNBC, la estación de CBS, KCBS-TV, la estación de ABC, KABC-TV y la estación de Fox, KTTV) y superó lo que había sido la ventaja competitiva nacional de Telemundo contra Univision. Ese año, Univision también adquirió KXLN, la primera cadena de televisión de habla hispana en el mercado de Houston. Perenchio también invirtió 37 millones de dólares, en conjunto con su rival Telemundo, para desarrollar el Índice Nacional de Televisión Hispana, un sistema de calificaciones creado por A. C. Nielsen para rastrear la audiencia de las redes de televisión en español. Perenchio también implementó nuevos requisitos de programación en los programas no deportivos donde ya no se les permitía tener una duración 20 minutos por encima de su intervalo de tiempo asignado.
En 1994, la cadena comenzó a emitir un espacio semanal en las tardes bajo el nombre de Noticias en Acción bajo la conducción de Jackie Nespral, Ambrosio Hernández, Myrka de Llanos y Raúl Peimbert. Pero en 1996, varios presentadores fueron a otras emisoras, mientras que Myrka de Llanos se quedó ahí y a partir del mismo año cambió de nombre a Primer Impacto, junto con la conducción de María Celeste Arrarás.
Desde 1995 comenzó a emitirse la señal de Univision en señal abierta, con la afiliación de las 35 emisoras afiliadas, creando programas con locales y de programación nacional.
En 1996, Perenchio llevó a Univision Holdings como una empresa pública por primera vez. Univision también designó a Mario Rodríguez como su presidente de programación; Rodríguez desarrolló una estrategia para proveer una programación que atrajera tanto a los inmigrantes latinos como a los ciudadanos nativos, y aumentó la producción de programación doméstica (gran parte de la cual consistía principalmente de noticias, charlas y programas de variedades) para abarcar el 52 % del cronograma de la red. Univision también adoptó el modelo latinoamericano estándar de programación de su programación de telenovelas en horario estelar para atraer a diferentes audiencias (con novelas dirigidas a los niños a las 7:00 p. m., los adolescentes apuntados a las 8:00 p. m. y novelas dirigidas a adultos programadas a las 9:00 p. m.). Al año siguiente, la red designó al exsecretario de Vivienda y Desarrollo Urbano, Henry Cisneros, como su presidente y director general, cargo que permaneció hasta su renuncia en el 2000 para dirigir American CityVista, una empresa contratante que construye comunidades residenciales en las ciudades interiores.
Al mismo tiempo, citando su posición dominante en el mercado de la televisión en español, después de haber superado constantemente a Telemundo y a otras redes de habla española menores en las calificaciones, la red decidió reorientar sus esfuerzos para atraer a hispanos y latinos que preferían ver programas y redes de cable en inglés para aumentar aún más su audiencia. La estrategia ayudó a Univision a casi duplicar sus calificaciones durante el horario estelar en 1998, clasificándose como la quinta cadena de televisión estadounidense más vista en la temporada 1998-99 (superando a las incipientes redes de habla inglesa UPN y The WB), a medida que comenzó a atraer a Bilingües de las redes de habla inglesa. En septiembre de 1998, la red agregó dos nuevos espectáculos para reforzar su lista de la tarde. Mientras que uno de los programas (El Bla-Blazo) duró solo unos pocos años, experimentó más éxito de largo plazo con la revista de farándula que lo sucedió, El gordo y la flaca, un programa de noticias de entretenimiento con sede en Miami conducido por Raúl De Molina y Lili Estefan, que se había hecho popular entre los espectadores por sus informes de entretenimiento en los programas de noticias de la red. Mientras que en 1999, se estrenó un espacio deportivo bajo el nombre de República Deportiva como una revista semanal del mundo deportivo. Bajo la conducción del actual Fernando Fiore y Julián Gil, que hacen debates del mundo deportivo, inspirado del modelo argentino.

#### Década de los 2000
En junio de 2001, Univision firmó un acuerdo de comercialización local (o LMA) con Raycom Media para operar dos estaciones de televisión en Puerto Rico, WLII-DT en Caguas y WSUR en Ponce, como parte de una planeada y prolongada compra de las dos estaciones. En ese momento, WLII había mantenido durante mucho tiempo una LMA con otra estación puertorriqueña, WSTE-DT. También alrededor de este tiempo, Univision reanudó su expansión de difusión convirtiendo varias estaciones de la televisión que había adquirido en afiliados de la red, incluyendo esos en Raleigh, Carolina del Norte (WUVC), Cleveland, Ohio (WQHS), Filadelfia, Pensilvania (WUVP) y Atlanta, Georgia (WUVG), e incluyendo uno adquirido de USA Broadcasting que anteriormente había estado afiliado a la Home Shopping Network, que quedó fuera de los acuerdos de filiación del grupo para la red secundaria de Univision Communications, TeleFutura (ahora UniMás), cuando se lanzó en enero de ese mismo año con la programación de la cadena venezolana Venevisión. Univision firmó acuerdos de afiliación con estaciones de televisión propiedad de otras compañías de medios en ciudades como Detroit, Seattle, Portland, Oregón, Minneapolis, Oklahoma City, Nashville y Kansas City, expandiendo su cuerpo afiliado más allá de las estaciones propiedad de Univision y las estaciones propiedad de Entravision Communications.
En junio de 2002, Univision adquirió a Hispanic Broadcasting Corp., propietaria de emisoras de radio en español en mercados como la ciudad de Nueva York (WADO), Los Ángeles (KLVE), San Antonio (KGSX, ahora KMYO) y Dallas, Texas (KESS), en una transacción de 3500 millones de dólares. Tras la tan esperada aprobación de la adquisición por parte de la FCC, el grupo pasó a llamarse Univision Radio.
A finales de 2004, se produjo una disputa entre Perenchio y Emilio Azcárraga Jean, director de Televisa, en relación con la continua edición de la programación de Televisa por parte de Univision y el fracaso en pagar los derechos de difusión de programas y eventos televisivos. La disputa se intensificó hasta el punto en que Grupo Televisa presentó una demanda por violación de contrato contra Univision en un tribunal federal estadounidense en junio de 2005, acusando a la cadena de varias acciones, incluyendo la "edición no autorizada" de la programación de Televisa; Televisa también prohibió que sus estrellas más famosas aparecieran en cualquier serie producida por Univision y especiales. También circularon rumores de que Univision formaría una sociedad con el rival TV Azteca, que durante mucho tiempo compró derechos de tiempo de antena y permitió que sus imágenes de video fueran usadas en los programas de noticias de Univision.
Durante los años 2000, Univision también perdió varias personalidades clave aire que se fueron a Telemundo, incluyendo a Maria Antonieta Collins (quien dejó para ser anfitrión del programa matutino Cada día), la presentadora de Primer Impacto, María Celeste Arrarás (quien se convirtió en anfitrión de una programa similar, Al Rojo Vivo) y los anunciantes deportivos Andrés Cantor (conocido por muchos estadounidenses por su exuberante anuncio de "Goal!" durante los partidos de fútbol) y Norberto Longo. A mediados de la década, Univision alcanzó a UPN y The WB (el último que cerro en septiembre de 2006 y fue reemplazados por The CW, que también supera a Univision) como la quinta red de mayor audiencia en la audiencia total.
Otras personalidades claves de Univision que se unen a Telemundo o Televisa en los años 2000 son Angélica María, Lucero, Pedro Fernández, Kate del Castillo, Aracely Arámbula, Raúl González, Blanca Soto, Laura Flores, Ana María Canseco y Cristina Saralegui.
El 7 de abril de 2005, Univision transmitió Selena ¡VIVE! (Selena Lives!), un concierto de tres horas de homenaje en honor a la cantante Selena (asesinada a tiros en marzo de 1995 por una fan que trabajaba como parte de su personal directivo). El concierto obtuvo un rating de 35.9 de Nielsen, convirtiéndose en el programa de más alta audiencia de esa noche en toda la televisión abierta, así como en el programa en español más visto en la historia de la televisión estadounidense.
El 9 de febrero de 2006, Univision Communications anunció que se estaba poniendo a la venta. El presidente de News Corporation, Rupert Murdoch, declaró que su compañía estaba considerando comprar Univision, pero retrocedió a esa posición (la compañía ya poseía duopolios en varios mercados y no podía adquirir las estaciones existentes de Univisión en cualquier caso, ya que las normas de la FCC prohíben la propiedad común de tres televisoras en un mercado único, excepto en los casos en que un mercado tiene 20 estaciones de energía completa, y vender algunas de sus estaciones para obtener por debajo del límite de mercado del 39 % de la FCC para cualquier propietario individual de la estación). Otros de los posibles compradores fueron Grupo Televisa (que habría tenido que adquirir la red en virtud de una sociedad, debido a las leyes de la FCC que restringen la propiedad de una estación de televisión o red por una empresa extranjera a un porcentaje no mayor del 25 %), Time Warner, CBS Corporation, Viacom, The Walt Disney Company, Bill Gates, y varias firmas de capital privado. Se rumoreaba que The Tribune Company estaba interesada en comprar la cadena hermana de Univision, TeleFutura.
El 27 de junio de 2006, Univision Communications fue adquirida por Broadcasting Media Partners Inc. (un consorcio de firmas de inversión dirigido por el grupo Saban Capital, propiedad de Haim Saban, que anteriormente poseía Saban Entertainment hasta su venta a The Walt Disney Company en junio de 2001, Como parte de la venta de Fox Corporation Worldwide por parte de News Corporation), TPG Capital, LP, Providence Equity Partners, Madison Dearborn Partners y Thomas H. Lee Partners (por $12.300 millones de dólares estadounidenses, pero aumentando a $13.700 millones de dólares o $ 36.25 por cierre) más la suposición de $1.4 mil millones en deuda. La venta recibió aprobación federal y se consumó formalmente el 27 de marzo de 2007.
La compra dejó a la compañía con un nivel de deuda de doce veces su flujo de caja anual, que era el doble de la deuda incurrida en compras que se produjo en los dos años anteriores. Sin embargo, los accionistas de Univisión presentaron dos demandas colectivas contra Univision Communications y sus miembros para detener la compra, una de las cuales afirmaba que los miembros de la junta estructuraron el acuerdo para beneficiar solamente a los miembros de la empresa y no a los accionistas promedio, de un accionista identificado como L.A. Murphy, quien afirmó que la junta puso sus propios intereses personales y los intereses del adjudicatario antes que los accionistas, y tampoco evaluó adecuadamente el valor de la empresa. Entretanto, se presentaron demandas adicionales, entre ellas una contra la división de Univision Records por tácticas de mano dura, y una demanda presentada por un ganador de un premio de $30 000 dólares en un concurso organizado por el programa matutino ¡Despierta América!, quien alegó que Univision rompió sus propias reglas de concursos.
El 25 de junio de 2007, con el final de La fea más bella (una telenovela basada en la telenovela colombiana Yo soy Betty, la fea), Univision lideró a todas las cadenas de televisión estadounidenses (en inglés y español) con un rating de 3.0 de un total de nueve acciones, lo que la colocó como el segundo programa de televisión más visto en esa semana. Más tarde ese año, Univision fue el anfitrión del primer debate presidencial en español en Estados Unidos en la Universidad de Miami, con candidatos que compiten por la nominación demócrata. En mayo de 2008, Univision Music Group fue vendido al Universal Music Group y se combinó con el sello de música latina de este último para convertirse en Universal Music Latin Entertainment.
En 2009, la red patrocinó una cuenta atrás en Times Square, similar al evento de Nochevieja. En la tarde del 12 de junio, a las 11:59 p. m. hora del este, una cuenta regresiva de 60 segundos apareció en la pantalla de tamaño Jumbotron en el distrito de Manhattan para marcar el cierre de las señales de televisión analógica de plena potencia en la Zona Horaria del Este, culminando con el mensaje "Bienvenido a la era digital". La cuenta regresiva fue emitida en vivo por la cadena durante Última Hora: Una Nueva Era, una edición especial de su noticiero de última hora. La esfera fue iluminada en blanco; pero no se dejó caer, permaneciendo en la parte inferior donde también se mantuvo el letrero "2009", a pesar del retraso de cuatro meses en la transición de la televisión digital desde el 17 de febrero. El 7 de diciembre de ese año Univision anunció que lanzaría una división de producción propia, Univision Studios, una compañía con sede en Doral, Florida, que produciría contenido de programación original para Univision y TeleFutura; El expresidente de RTVE, Luis Fernández, fue nombrado para dirigir la nueva división.

#### Década de los 2010

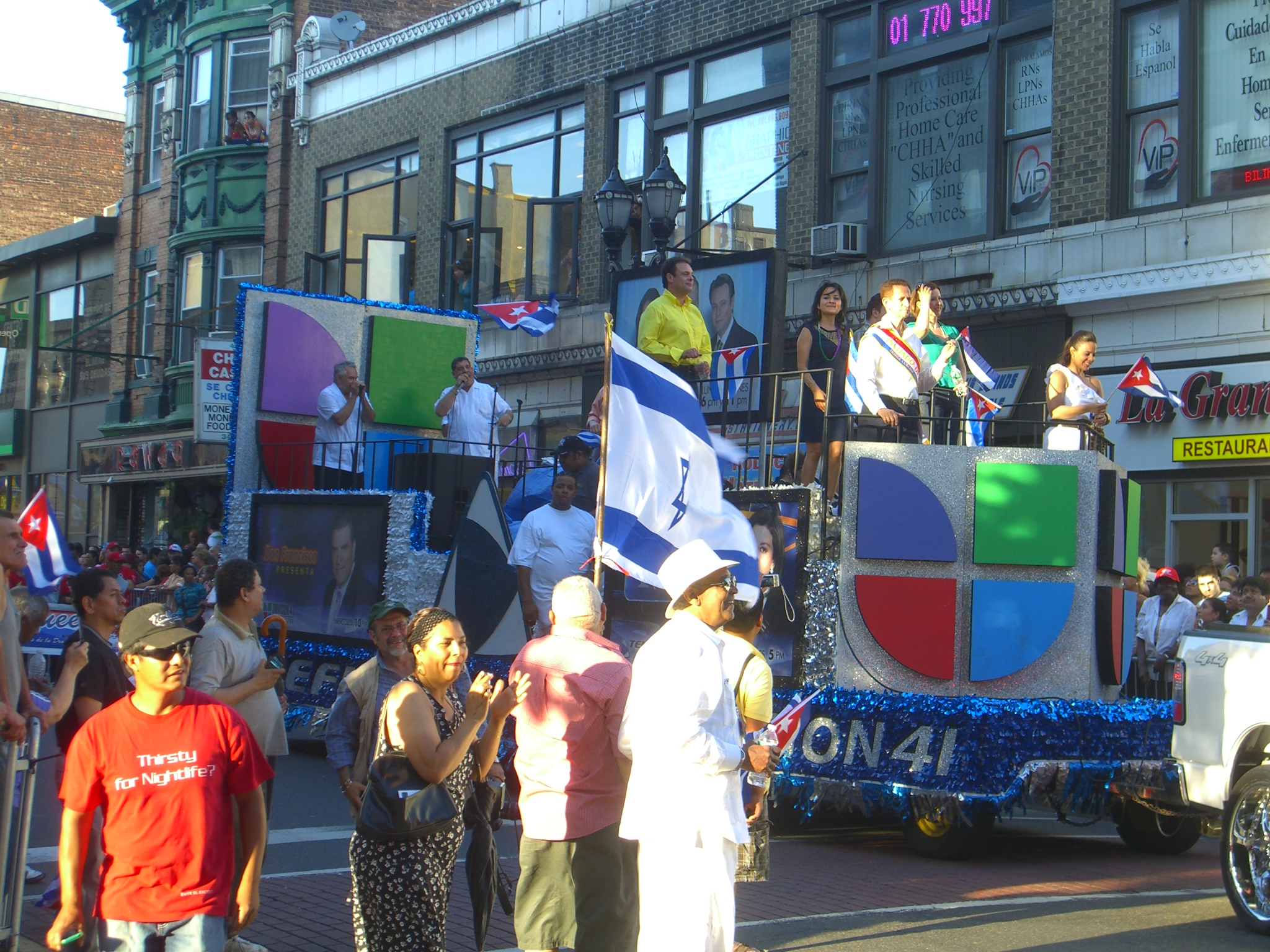
Una carroza de Univisión en el Desfile del Día Cubano de North Hudson 2010 en Union City, Nueva Jersey.

Durante la primera semana de septiembre de 2010, la red alcanzó un hito, logrando el primer puesto en el ranking sobre todas las cadenas de televisión estadounidenses (en inglés y español) en la edad de 18 a 49 años, liderando por la transmisión de un partido de fútbol en horario estelar entre México y Ecuador y el final de temporada del reality show colombiano Desafío: La Gran Batalla, junto con las redes en inglés tradicionalmente débiles de programación en ese año, antes del lanzamiento de la nueva temporada de la televisión estadounidense en otoño.
En octubre de 2010, Televisa llegó a un acuerdo para adquirir una participación de 5% en Univision (siendo la tercera vez que la compañía tenía participación en Univision Communications en su historia), con la opción de expandir su interés en el futuro. Como parte del acuerdo, Televisa también firmó una extensión a largo plazo de su contrato de licencia de programa con Univision (que se extendía por lo menos hasta 2020, con una opción para extenderlo a 2025 o más tarde) que se expandió sobre el acuerdo anterior, que expiró en 2017, para dar los derechos a Univision de transmitir el contenido de Televisa a través de Internet y en plataformas móviles y cubrir derechos clave para partidos de las ligas de fútbol de México.
El 17 de octubre de 2012, Univision Communications dio a conocer un logotipo corporativo actualizado, que fue adoptado por la cadena durante la emisión de su programa de cuenta atrás ¡Feliz 2013! el 31 de diciembre. El nuevo logotipo comparte el diseño de cuadrantes multicolores del logo anterior (que se había utilizado desde enero de 1990), pero ahora se asemeja a un corazón tridimensional para representar su nuevo lema "El latido hispano de los Estados Unidos". La nueva forma tridimensional del logotipo tenía la intención de representar el reciente crecimiento de Univisión como una compañía multimedia de "360 grados", mientras que su forma perfecta representaba la unidad de las culturas hispanas.
El 8 de mayo de 2012, Univision y ABC News anunciaron que las dos compañías crearían conjuntamente un canal de televisión digital por cable y satélite en inglés, más tarde llamado Fusion en febrero de 2013, que estaría dirigido principalmente a estadounidenses de ascendencia latinoamericana e hispana; Fusion fue lanzado el 28 de octubre de ese mismo año.
Durante la década de 2010, la cadena alcanzó la paridad de audiencia con las cinco principales cadenas de televisión abierta en inglés de Estados Unidos.

#### Década de los 2020
En febrero de 2020, Searchlight Capital Partners, LP (“Searchlight”), una firma global de inversión privada, y ForgeLight LLC (“ForgeLight”), una compañía de operaciones e inversiones enfocada en los sectores de medios y tecnología de consumo, adquirieron el 64 % de la participación accionaria de Univision, Televisa mantuvo su participación del 36 % en Univision, y designaron al exvicepresidente ejecutivo y director financiero de Viacom, Wade Davis, como su director ejecutivo. El gobierno federal de los EE. UU. aprobó la adquisición extranjera bajo condiciones específicas en torno a la protección de la información personal identificable de los consumidores estadounidenses.
En abril de 2021, Televisa anunció que su participación en Univision aumentaría al 45% y fusionaría sus activos de medios, contenido y producción con Univision, creando su nueva empresa matriz TelevisaUnivision.
En noviembre de 2021, Univision readquirió estaciones locales en Tampa, Florida; Orlando, Florida y Washington D. C., del operador afiliado Entravision.
El 27 de septiembre de 2023, Univision copresentó el segundo debate primario republicano, junto con Fox Business y Rumble, desde la Biblioteca y Museo Presidencial de Ronald Reagan en Simi Valley, California, con su presentadora, Ilia Calderón, actuando como moderadora junto a Stuart Varney y Dana Perino.
El 23 de agosto de 2024 se dio a conocer por parte de comentaristas de TUDN USA (antes Univision Deportes) como Enrique Bermúdez e Iván Zamorano que se había realizado el cierre de operaciones de la sede de Univision en Miami, Florida debido a problemas financieros de TelevisaUnivision, lo cual provocó que a partir de ese hecho todas las transmisiones deportivas de la cadena se hicieran totalmente en la Ciudad de México.

## Programación
Univisión transmite sus programas de TV en el horario 7–11 p. m. (ET/PT) de días laborables (normalmente telenovelas) usando una forma de estrategia de horario de Turner Time usada por TBS desde 1981 hasta 1997. Es decir, cada programa empieza unos minutos después de su hora oficialmente fijada, típicamente tres o cuatro minutos después de la hora. Los programas también terminan en la siguiente franja horaria. Esto anima a que los espectadores se queden sintonizando Univisión en lugar de pasarse a los programas de otro canal que ya están comenzados. Sin embargo, los noticieros de las 11 p. m.si comienzan a su hora. Lo contrario ocurre los fines de semana en que se transmiten partidos de fútbol, cuando todos los programas que salen al aire antes del juego empiezan cinco minutos antes de la hora o media hora; en los días de fin de semana en que no se transmiten partidos de fútbol, la programación regularmente fijada se transmite en sus franjas horarias convencionales.
La programación suele ser de origen mexicano (mayoritariamente de Televisa), a diferencia de Telemundo quien produce casi por completo su programación. No obstante, Univision también transmite repeticiones de programas que se emiten en otros países latinos como Super Sábado Sensacional de Venevisión o a veces programas que se emitían simultáneamente en toda Latinoamérica (en directo) como Siempre en domingo de El canal de las estrellas. Los bloques de programación típicamente transmiten películas latinoamericanas de era dorada. Además, también posee bloques de programación para niños y jóvenes hispanos.

## Estaciones

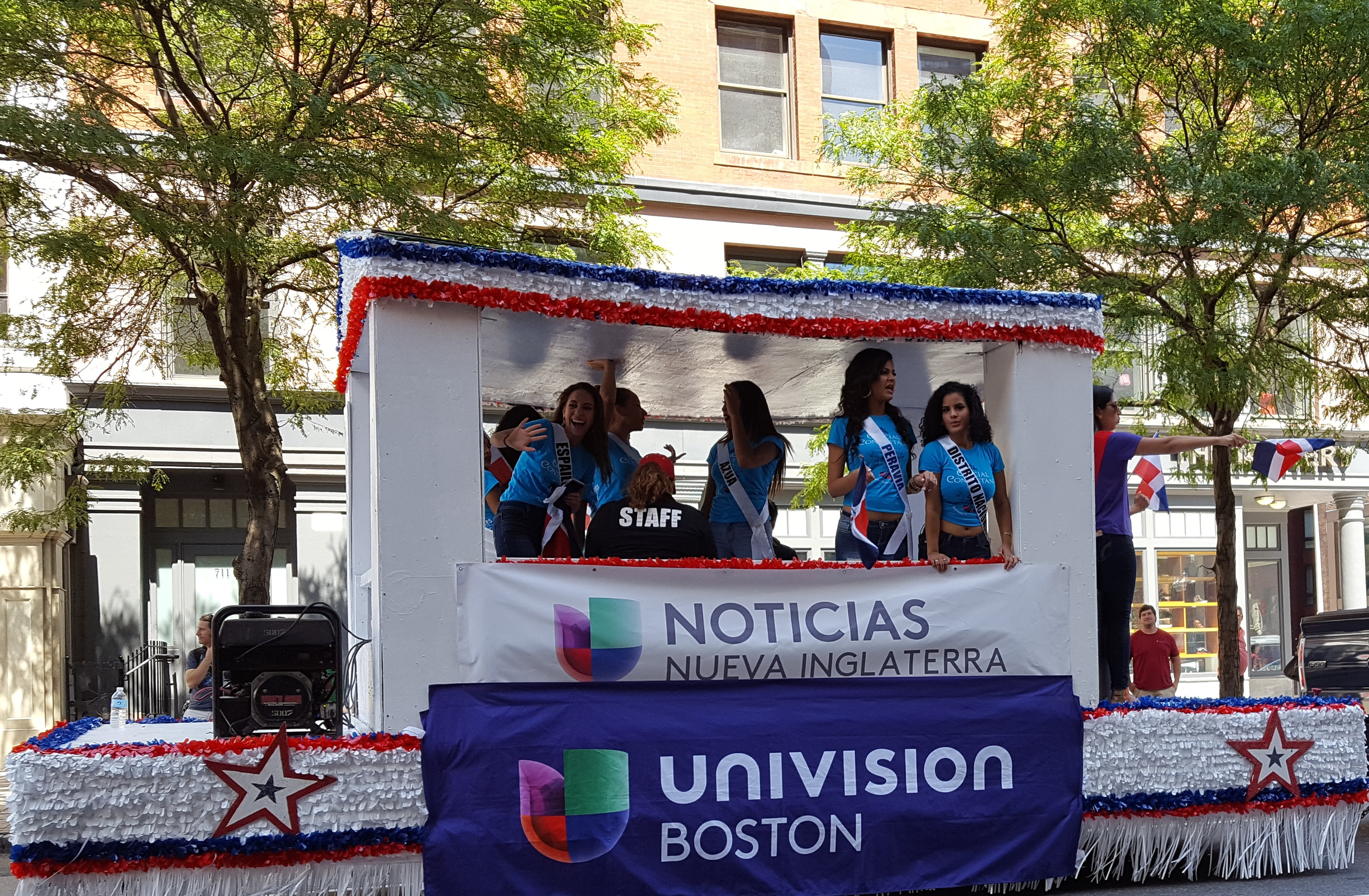
Univisión en el desfile dominicano de 2016 en Boston.

A partir de octubre de 2015, Univisión tiene 23 estaciones de propiedad y operación, y acuerdos de afiliación actuales y pendientes con 38 estaciones de televisión adicionales, abarcando 25 estados, el distrito de Columbia y Puerto Rico. La red tiene un alcance nacional estimado de 49.31 % de todos los hogares en los Estados Unidos (o 154 065 615 estadounidenses con al menos un televisor), lo que hace de Univision la mayor cadena de televisión hispana de Estados Unidos por alcance total del mercado. 
Univision mantiene afiliaciones con estaciones de baja potencia (radiodifusión analógica o digital) en varios mercados. En algunos otros mercados, estos afiliados de bajo consumo también mantienen simulcasts digitales en un subcanal de una estación de televisión de poder completo o copropiedad/co-administrada.
Entravision Communications Corporation es el mayor operador de afiliación de la red por alcance numérico total y de mercado, poseyendo o proporcionando servicios a 15 estaciones afiliadas primarias de la red. En otras áreas de Estados Unidos, Univision proporciona un suministro nacional de televisión por cable que se distribuye directamente a los proveedores de cable, satélite e IPTV como un método alternativo de distribución en los mercados sin la disponibilidad o la demanda de una empresa local de propiedad y operación.

## Servicios relacionados

### Canales hermanos actuales

#### UniMás
UniMás es una cadena de televisión en español que pertenece a Univision Communications, lanzado originalmente el 14 de enero de 2002 como TeleFutura;  adoptando su nombre actual el 7 de enero de 2013. La red ofrece programación dirigida a jóvenes de entre 18 y 35 años, con una mezcla de telenovelas, eventos de fútbol, reediciones de novelas clásicas y series de comedia y largometrajes (versiones supuestas de películas americanas). Como Telefutura, el canal tiene un formato de programación similar, incluyendo telenovelas o programas de variedades y deportivos producidos por Televisa de México.

#### Galavisión
Galavisión es una cadena de televisión por cable y satélite que se lanzó originalmente el 2 de abril de 1979 como canal prémium que transportaba películas clásicas y recientes en español (principalmente las producidas en México), así como versiones en español de películas estadounidenses recientes. La red se convirtió en un canal de cable básico de entretenimiento general en 1984, ofreciendo programación procedente de Televisa (algunos de los cuales originalmente se emitieron en la entonces Spanish International Network y ahora son de los canales mexicanos Las Estrellas, Foro TV, Gala TV y TeleHit) y SIN. A mediados de los años noventa, Galavisión incorporó algunos programas en inglés a su programación, así como programas de noticias selectos del canal de televisión por cable ECO de Televisa. La red transmite una mezcla de telenovelas y series de comedia, así como noticias, deportes y especiales provenientes de las redes de Televisa. Además del hecho de que ambas redes emiten programas producidos por Televisa, Galavisión no está relacionada con la Gala TV, con sede en México, que anteriormente se llamaba igual al canal de los Estados Unidos hasta 2014.

#### TUDN (Estados Unidos)
Televisa-Univision Deportes Network es un canal de televisión por cable y por satélite orientado a los deportes que fue lanzado el 7 de abril de 2012 como Univision Deportes Network; La red transmite principalmente eventos de fútbol (de ligas tales como la Liga MX, la Liga de Campeones de la Concacaf, UEFA Champions League, UEFA Europa League y la Major League Soccer); noticias relacionadas, análisis y la programación de documentales (como su programa emblemático de noticias deportivas TUDN Fútbol Club) y TUDN Extra; y programas producidos por TUDN en México.

#### Univisión TLNovelas
Univisión TLNovelas es una cadena digital de cable y satélite que se lanzó el 1 de marzo de 2012. El canal lleva una mezcla de emisiones de primera y repetición de telenovelas procedentes de la biblioteca de programas de Televisa, incluyendo aquellas que nunca antes han sido emitidas en los Estados Unidos, así como el contenido producido por Univisión.

### Univision HD
El feed principal de Univision se transmite en 1080i (alta definición), el formato de resolución nativo para las propiedades de televisión de red de Univision Communications. Sin embargo, tres estaciones filiales de Univision transmiten en definición estándar (480i); Dos de las estaciones (el afiliado WLZE-LD de Fort Myers y el afiliado WLLC-LP de Nashville) son afiliados de Univision que aún no han hecho mejoras técnicas a sus equipos de transmisión para permitir que el contenido se presente en HD, mientras que el tercero (afiliado de Hartford WUVN) ejecuta un simultáneo de definición estándar de su señal HD principal en un subcanal digital.
El primer programa de Univision en ser televisado en alta definición fue la emisión diaria del Torneo de Rosas. El 18 de enero de 2010, Univision estrenó la primera telenovela para ser transmitida en HD en la cadena, Hasta que el dinero nos separe. La cobertura de la red de la Copa Mundial de Fútbol de 2010 se convirtió en el primer evento deportivo de Univision que se transmitió en HD.
La mayor parte de la programación de la red se presenta en HD a partir de octubre de 2015 es transmitida por la señal en alta definición; Existen excepciones con ciertas telenovelas, sitcoms y series de variedades, así como algunos programas infantiles que se emiten como parte del bloque "Planeta U" producidos antes de 2008, que continúan presentándose en su formato nativo 4:3 de definición estándar. DirecTV añadió el feed de la Costa Este en HD el 28 de abril de 2010. Dish Network añadió el feed HD el 12 de mayo de 2010.

### Video bajo demanda
Univision provee acceso a video bajo demanda (VoD por las siglas en inglés de "Video on Demand") para trasmitir la visualización de episodios completos de la programación del canal a través de varios medios, incluyendo su servicio de TV Everywhere UVideos, un servicio VOD tradicional llamado Univisión on Demand que es llevado a cabo por la mayoría de los proveedores tradicionales de cable y IPTV. El contenido trabaja con Hulu e iTunes. Y la plataforma go90 de Verizon. Debido a las restricciones impuestas al servicio de streaming por parte de Univision Communications, Hulu limita el streaming de episodios más recientes de los programas de Univision a los suscriptores de su servicio de suscripción hasta ocho días después de su difusión inicial, con el fin de fomentar la transmisión en vivo o en la misma semana (sea por grabador de vídeo digital o cable bajo demanda). Al igual que los servicios de televisión de video bajo demanda proporcionados por las otras redes de radiodifusión estadounidenses, Univision on Demand desactiva el envío rápido de contenido proporcionado a través del servicio.